# Orgelsonate

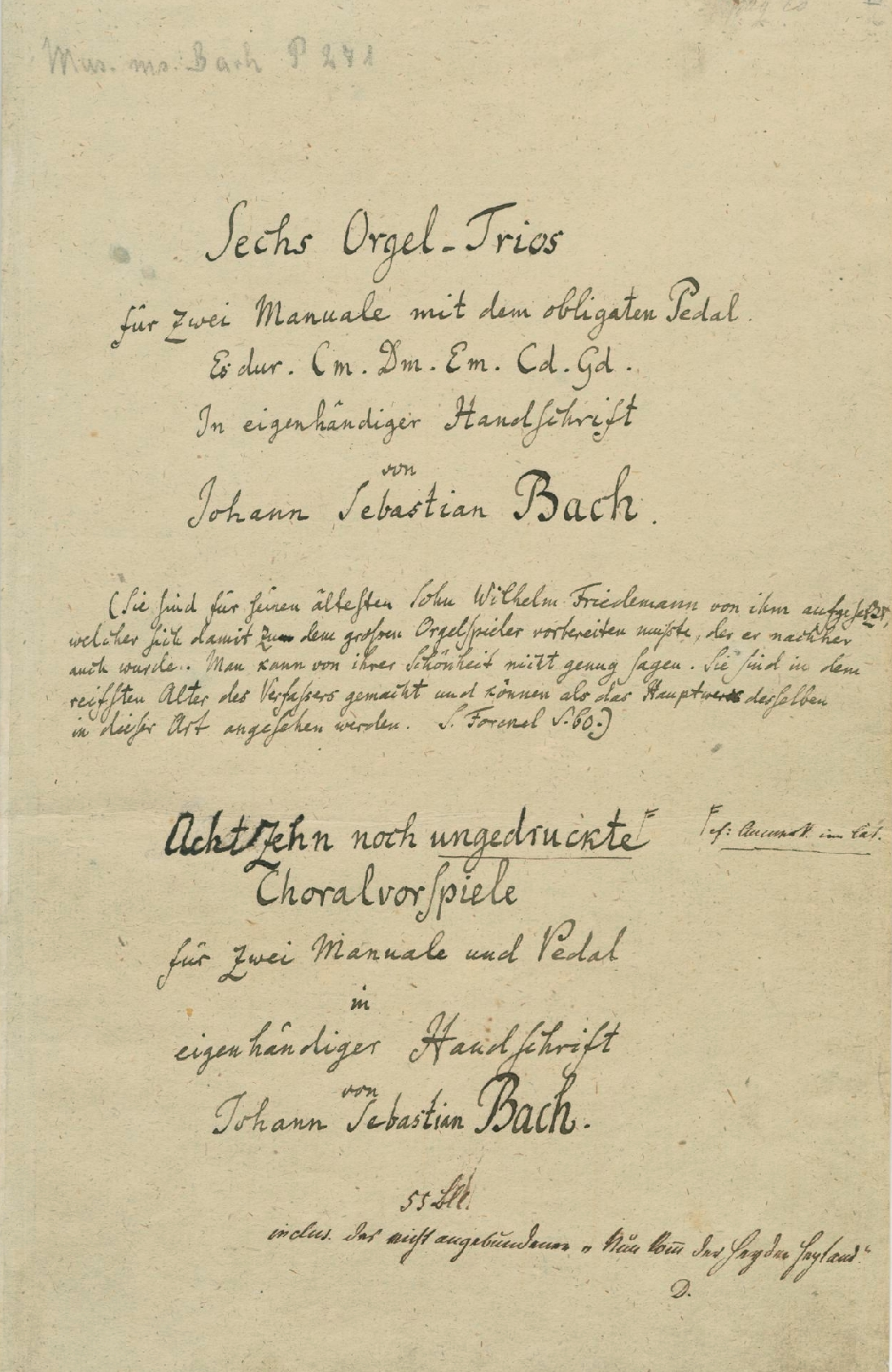
Titelblatt der Triosonaten für Orgel von Johann Sebastian Bach

Eine Orgelsonate (ital. sonata, suonata; von ital. suonare, lat. sonare „klingen“) ist ein mehrsätziges Werk, das für die solistische Darstellung auf einer Orgel geschrieben ist. Sie enthält oft Sätze in Sonatenhauptsatzform, was sie mit der Orgelsinfonie gemein hat.

## Historische Entwicklung
Bei deutschen und italienischen Orgelsonaten des Barock und der Frühklassik ist die Bedeutung des Gattungsbegriffs noch nicht klar konturiert. „Orgelsonate“ bedeutet in dieser Zeit nicht mehr als cantus-firmus-freie Musik für oft nicht genauer eingegrenzte Tasteninstrumente. Als herausragende Beispiele gelten die sechs Triosonaten von Johann Sebastian Bach, die den Triosatz barocker Kammermusik mit der dreisätzigen Concerto-Form kombinieren. Die sechs Orgelsonaten seines Sohns Carl Philipp Emanuel Bach verwirklichen zwar den klassischen Sonatenzyklus mit voll ausgebildetem Sonatenhauptsatz, empfindsamem langsamen Satz und Finale. Sie behandeln aber das Pedal nicht obligat und haben noch kein Satzbild, das sie von Klaviersonaten unterscheiden würde.
Mit Felix Mendelssohn Bartholdy und August Gottfried Ritter beginnt die Komposition von Sonaten, die ausdrücklich für die Orgel bestimmt sind und deren klangliche Möglichkeiten innovativ ausschöpfen. In der Folge entstanden vornehmlich in Europa zahlreiche Orgelsonaten, insbesondere in Deutschland, Frankreich und Großbritannien.

## Beispiele für Orgelsonaten
- Valéry Aubertin (geb. 1970):
  - Première Sonate (2009)
  - Deuxième Sonate (2010)
  - Troisième Sonate
  - Quatrième Sonate
  - Cinquième Sonate (2018)
  - Sixième Sonate (2022)
- Johann Sebastian Bach (1685–1750):
  - Triosonaten, BWV 525–530 (1727–1732)
- Carl Philipp Emanuel Bach (1714–1788):
  - Sechs Sonaten, Wq 69 und 70/2–70/6 (1755–1758)
- Helmut Barbe (1927–2021):
  - Sonate (1964)
- Edward C. Bairstow (1874–1946):
  - Sonata (Es-Dur, 1937)
- David Briggs (geb. 1962):
  - Trio Sonata (2005)
- Filippo Capocci (1840–1911):
  - Prima Sonata (d-Moll, 1881)
  - Seconda Sonata (a-Moll)
  - Terza Sonata (g-Moll, 1888)
  - Quarta Sonata (Es-Dur)
  - Quinta Sonata (c-Moll, 1897)
  - Sixta Sonata (E-Dur, 1908)
- Pierre Cochereau (1924–1984):
  - Micro-Sonate en Trio, op. 11 (1969)
- Carson Cooman (geb. 1982)
  - Sonata da Chiesa, op. 140 (1999/2001)
  - Sonata monotematica, op. 1443 (2022)
  - Trio Sonata (after BWV 529), op. 1573 (2024)
- Edward Elgar (1857–1934):
  - Sonata, op. 28 (G-Dur, 1895)
- Jean Guillou (1930–2019):
  - Sonate en trio No. 1, op. 40 (1984)
  - Sonate en trio No. 2, op. 82 (2013)
  - Sonate en trio No. 3, op. 83 (2013)
- Alexandre Guilmant (1837–1911):
  - Première Sonate, op. 42 (d-Moll, 1874)
  - Deuxième Sonate, op. 50 (D-Dur, 1876/1883)
  - Troisième Sonate, op. 56 (c-Moll, 1881)
  - Quatrième Sonate, op. 61 (d-Moll, 1884)
  - Cinquième Sonate, op. 80 (c-Moll, 18894)
  - Sixième Sonate, op. 86 (h-Moll, 1897)
  - Septième Sonate, op. 89 (F-Dur, 1902)
  - Huitième Sonate, op. 91 (A-Dur, 1906)
- William H. Harris (1883–1973):
  - Sonata (a-Moll, 1938)
- Anton Heiller (1923–1979):
  - Sonatensatz in D (1940)
  - Sonate (1944)
  - Zweite Sonate (1947)
- Paul Hindemith (1895–1963):
  - Sonate I (1937)
  - Sonate II (1937)
  - Sonate III „Nach alten Volksliedern“ (1940)
- Herbert Howells (1892–1983):
  - Sonata No. 1 in C (1911)
  - Sonata No. 2 (1933)
- Ernst Krenek (1900–1991):
  - Sonate, op. 92/1 (1941)
- Jean Langlais (1907–1991):
  - Sonate en trio, op. 155 (1967)
- Jean-Pierre Leguay (geb. 1939):
  - Sonate I (1973–1974)
  - Sonate II (1982–1983)
  - Sonate III (2005–2006)
  - Sonate IV (2014–2016)
  - Sonate V (2018)
- Felix Mendelssohn Bartholdy (1809–1847):
  - Sechs Sonaten, op. 65 (1845)
- Carl Piutti (1846–1902):
  - Sonate, op. 22 (g-Moll, 1891)
- Peter Planyavsky (geb. 1947):
  - Sonata I pro organo (1968)
  - Sonata II pro organo (1973)
- Max Reger (1873–1916):
  - I. Sonate fis-Moll, op. 33 (1899)
  - II. Sonate d-Moll, op. 60 (1901)
- Julius Reubke (1834–1858):
  - Sonate „Der 94. Psalm“ (1857)
- Josef Gabriel Rheinberger (1839–1901):
  - 20 Sonaten (1868–1901)
- August Gottfried Ritter (1811–1885):
  - Sonate Nr. 1 d-Moll, op. 11 (ca. 1845)
  - Sonate Nr. 2 e-Moll, op. 19 (ca. 1850)
  - Sonate Nr. 3 a-Moll, op. 23 (ca. 1855)
  - Sonate Nr. 4 A-Dur, op. 31 (ca. 1855)
- Arnold Schönberg (1874–1951)
  - Zwei Fragmente der Sonate für Orgel (1941)
- Camillo Schumann (1872–1946):
  - Sonate Nr. 1 d-Moll, op. 12 (1899)
  - Sonate Nr. 2 B-Dur, op. 16 (1900)
  - Sonate Nr. 3 c-Moll, op. 29 (1906)
  - Sonate Nr. 4 F-Dur, op. 67 (1907)
  - Sonate Nr. 5 g-Moll, op. 40 (1910)
  - Sonate Nr. 6 a-Moll, op. 110 (1910)
- Charles Villiers Stanford (1852–1924):
  - Sonata No. 1, op. 149 (1917)
  - Sonata „Eroica“ No. 2, op. 151 (1917)
  - Sonata „Britannica“ No. 3, op. 152 (1918)
  - Sonata „Celtica“ No. 4, op. 153 (1920)
  - Sonata „Quasi Una Fantasia“ No. 5, op. 159 (1921)
- Viktor Suslin (1942–2012):
  - „Poco a poco II“, Sonate Nr. 1 (1978)
  - „In My End Is My Beginning“, Sonate Nr. 2 (1983)
- Fernand de La Tombelle (1854–1924):
  -  Sonate en mi mineur (Pièces d’orgue op. 23, vol. 4, 1888–1891)
- Johann Gottlob Töpfer (1791–1870):
  - Sonate d-Moll (1852)
- Percy Whitlock (1903–1946):
  - Sonata in C minor (1935–1936)

## Weiterführende Literatur
- Jörg Abbing: Jean Guillou - Colloques. Biografie und Texte. Butz, St. Augustin 2006. ISBN 978-3-928412-02-5.
- Gilles Cantagrel: Guide de la musique d'orgue. Fayard, Paris 2012. ISBN 978-2-213-67139-0.
- Klaus Beckmann: Repertorium Orgelmusik: Band 1, Orgel solo. Schott, Mainz 2001. ISBN 978-3-7957-0500-8.
- John Henderson: A directory of composers for organ. John Henderson, Swindon 1999. ISBN 978-0-9528050-1-4.
- Hans Uwe Hielscher: Alexandre Guilmant (1837–1911). Leben und Werk. Dohr, Köln 2002. ISBN 978-3-925366-67-3.
- Wm A. Little: Mendelssohn and the organ. Oxford University Press, Oxford 2010. ISBN 978-0-19-539438-2.
- Susanne Popp: Max Reger. Werk statt Leben. Biographie. Breitkopf & Härtel, Wiesbaden 2016. ISBN 978-3-7651-0450-3.
- Martin Weyer: Die deutsche Orgelsonate von Mendelssohn bis Reger (= Kölner Beiträge zur Musikforschung, Band 55). Bosse, Regensburg 1970.
- Martin Weyer: Die Orgelwerke Josef Rheinbergers. Florian Noetzel, Wilhelmshaven 1994. ISBN 978-3-7959-0665-8.